# 石川与吉
石川 与吉（いしかわ よきち、1902年2月25日 - 1984年6月4日）は、日本の地理学者。旧姓では三野 与吉（みの よきち）。東京教育大学名誉教授。日本地理学会会長（1964年 - 1965年）。理学博士（東京大学）。
地形学・水文学などを研究しつつ、地理学・地理教育のあり方を論じた指導的自然地理学者である。地形学など自然地理学の分野に多くの研究者を輩出し、東京教育大学では地形営力論を中心とした学風が作られ、「三野スクール」と呼ばれていた。

## 来歴
香川県三豊郡桑山村（現・三豊市）の三野家に農家として生まれる。3歳のとき、同郡常磐村（現・観音寺市）に一家転住した後、常磐村尋常小学校（現・観音寺市立常磐小学校）と、辻村高等小学校（現・三豊市立辻小学校）を卒業する。香川県師範学校（現・香川大学）に入学し、1922年に卒業、香川県師範学校訓導（附属小学校）となる。1年間在職後、東京高等師範学校（現・筑波大学）に入学し、地理・博物を専攻。辻村太郎・藤本治義・田中啓爾・内田寛一らの指導を受け、1927年に卒業した。高知県師範学校（現・高知大学）教諭兼訓導に就任し、土佐和紙生産の自然条件や土佐湾岸の地形について調査する。しかし、高知での生活では自分がだめになってしまうと感じた上、知識のみでは研究できないと判明したため、この1年後に東京高等師範学校研究科へ入学し、1年間在学。その間、東京府青山師範学校（現・東京学芸大学）講師を務める。1929年、東京文理科大学（現・筑波大学）地学科地理学専攻に1期生として入学。今村学郎助教授らの指導を受け、愛媛県肱川下流の侵食面に関する研究を卒業論文として提出し、1932年に卒業した。
1939年まで同大学地理学教室の副手（無給）となる。町田 (1984)によれば、この頃は石川にとって「色々の意味で最も苦労された時代」だという。ここでは、卒業論文を発展させた論考を各雑誌に発表し、中国山地における「準平原」問題に関する地形学的研究に着手した。1934年以降、福島県の阿武隈高原の準平原に関わる地形を実地調査し、土壌・砂礫の観察・分析を行って、成果を発表した。1939年に、同教室の助手となる。また、駒沢大学専門部、法政大学工業学校、立正大学などの講師も兼任した。
1942年、これまでの準平原研究をまとめ、主著『地形原論―岩石床説より観たる準平原論』を刊行。ウィリアム・モーリス・ディヴィスが提唱した岩石床は、乾燥地だけでなく日本のような湿潤地域にも形成されると考え、その形成について実証的・帰納的に推論した。原地形面が異なっていても侵食過程の最後には定高性の小丘群が残されるという理論は、日本各地に広がる丘陵地域の地形の研究に有効な根拠を与えた。しかし、その文章や内容が難解なため、出版当時の日本の地理学界では理解する人がきわめて少なく、高く評価されるようになったのは終戦後しばらくしてからのことであった。1942年には、同大学講師、さらに助教授に昇任し、自然地理学の教授担当の指導を開始する。1945年になると、戦争激化のため教室の疎開を先頭立って行う。敗戦後の物質不足のなか、地形学復興のため1947年に『地形原論―侵蝕地形』を刊行。翌年には『地形の手引』を著し、内容の整った体系的な地形研究の手引書に仕上げた。
1949年、学位論文「秋田県衣川の礫について」により理学博士（東京大学）となる。大著『地形原論』以降は、研究上の方向転換をはかり、河床の砂礫の分布などによる河川の営力の研究に力を注ぐようになった。この頃には、地誌学を地理学のなかに位置付け、地形地理学の構想、地理学としての地域研究・地方誌研究の構想を有していた。同年、新制の東京教育大学助教授を兼任する。
1951年、石川姓となり、東京教育大学・東京文理科大学教授に昇任。この頃から応用地理学に関心をもち、日本各地で調査研究を行うようになる（一例としては栃木県渡良瀬川の治水対策調査など）。この調査のなかで水文学の重要性を認め、地理学教室に水収支論講座を新設すべく尽力する。その一方で、『地理の本質と方法』や『地球 地形』の刊行、『地学辞典』の解説など概論的な地理・地学の啓蒙書を次々と執筆した。また、自然地理学分野の学位請求論文を次々と主査し、10年間で22名の理学博士を生んだ。
1964年、日本地理学会会長に就任する。翌年、東京教育大学を定年退官し、同大学の名誉教授となる。また、立正大学文学部教授に就任し、赴任後も水文学の共同調査を各地で行った。1969年には学会に設置された水文学研究委員会の主査となる。1975年、学会の名誉会員となる。翌年、立正大学を定年退職。
1984年、肺気腫による呼吸不全のため、東京の自宅にて83歳で没した。

## 人物
- 「臨機応変」という言葉をよく口にしており、頭を柔かくすることを常に弟子たちに教えていた[3]。
- 「どんな人間でもどこか役に立つところがあるものだ」といい、多くの門下生が集まっていたという[10]。
- 野外実習（巡検）指導の原則は「早ね、おそおき」。生徒に対して、夜は早く寝かす一方で、朝は6時以前の起床を禁止していた。これは、昼間野外を丹念に観察・測定するためのルールであり、厳しい研究態度を要求したものである[11]。
- 巡検の指導が丁寧で、食事の仕方、観察のやり方、ノートのとり方などを指導し、八王子のセミナーハウスを利用した際は洋式便所やベッドの使い方も注意していた[12]。
- 生家は農家で、少年時代には車に野菜を積んで町に売りにいったこともある[13]。
- 香川県師範学校を首席で卒業している。この秘訣を「分からないところを優秀な友人に教えてもらっただけ」と話している[13]。
- 音楽も体育も優秀であった。特にピアノの名手で、女学校の講堂で何度か模範演奏をしたことがある[13]。
- 雨男である。数日間の実習期間中毎日雨が続き、終了直後に天気が回復したことがあった。なお、加齢によりその傾向は少なくなっていったという[12]。

## 著書
- 1941年『地理通論自然地理』研究社
- 1942年『地形原論―岩石床説より観たる準平原論』古今書院
- 1947年『地形原論―侵蝕地形』古今書院
- 1948年『地形の手引』古今書院
- 1952年『自然地理の調べ方』古今書院(編)
- 1953年『地理の本質と方法』古今書院
- 1953年『地球・地形』研究社
- 1955年『地理の本質と地理教育』古今書院
- 1956年『グラフと地図』国土社
- 1959年『自然地理学研究法』朝倉書店(編)
- 1961年『地形入門』古今書院
- 1973年『地理学者岩崎健吉―その生涯と学界活動』朝倉書店(編)